# Гвадалквівір

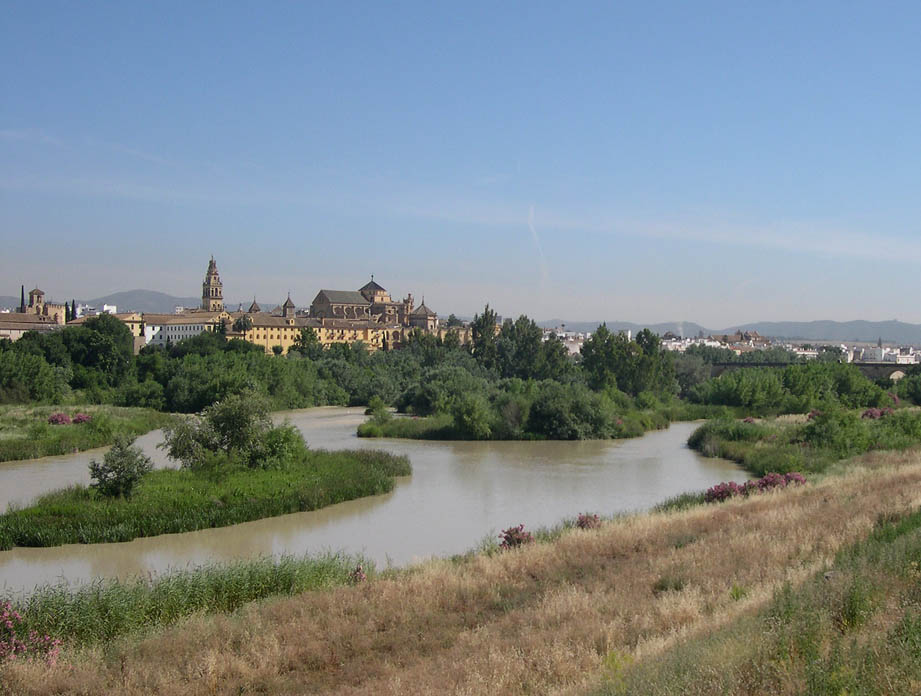
Гвадалквівір

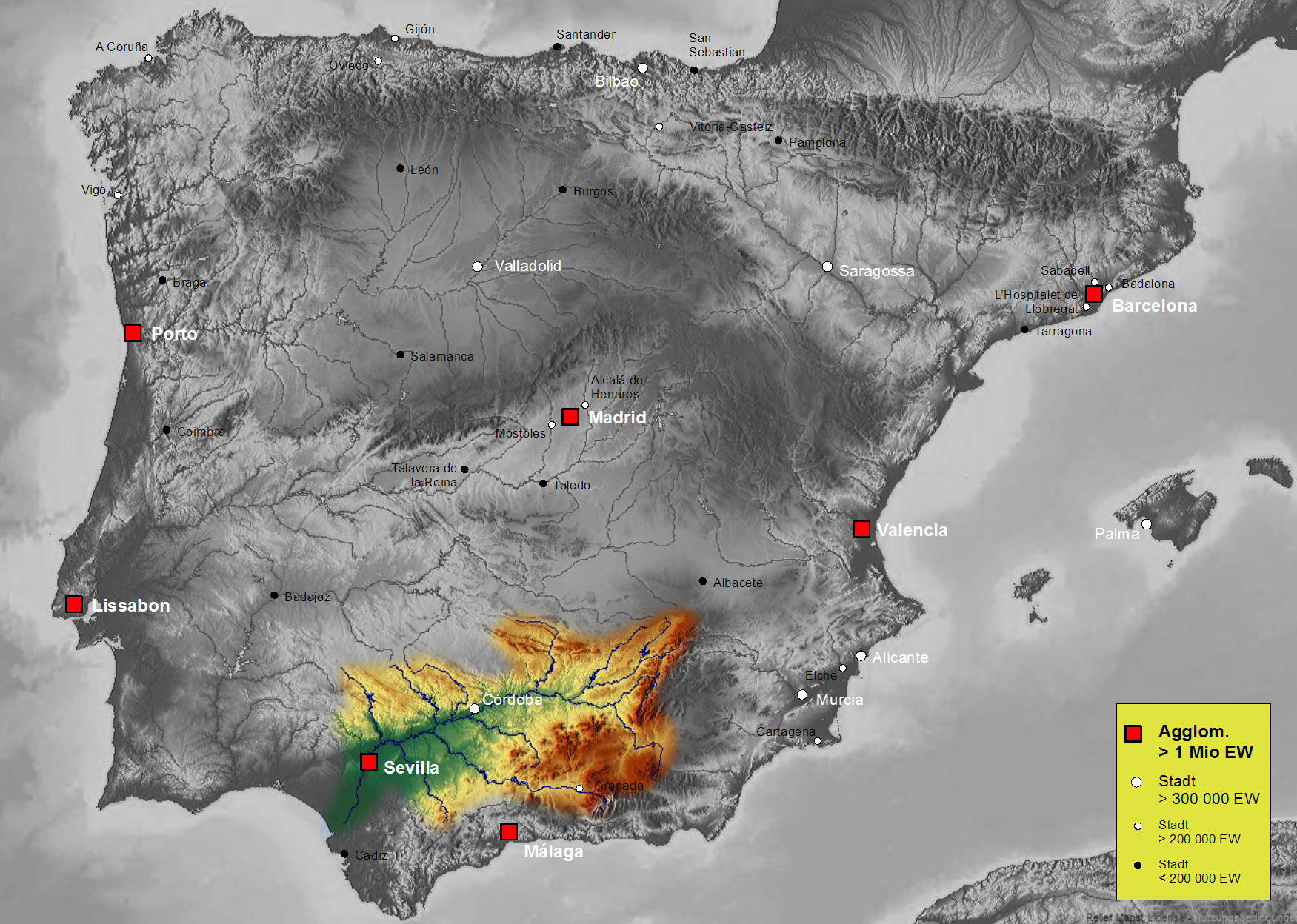
Басейн Бетія

Гвадалквіві́р (ісп. Guadalquivir МФА: [ɡwaðalkiˈβir]), або Бе́тій (лат. Baetis) — п'ята за довжиною річка Іспанії (657 км), площа басейну — 57 тис. км². Витікає на півночі Андалузьких гір, тече по Андалузькій низині. Заболочена в Лас-Марісмас (ісп. Las Marismas), де розділяється на декілька рукавів. Впадає в Кадисську затоку Атлантичного океану поблизу міста Сан-Лукар-де-Баррамеда, утворює естуарій шириною до 7 км. Основні притоки: Мала Гвадіана, Хеніль, Гуадалімар, Уельва. Річка в основному живиться дощовими водами. Найбільша водність у лютому — березні. Середні витрати води 164 м³/с. Використовується для зрошення і виробництва електроенергії. Забруднена стічними водами. Судноплавна до міста Севільї. В античні часи була судноплавна до Кордови.

## Назви
- Бе́тій (грец. Βαῖτις, лат. Beatis) — латинська назва часів римського панування[3]. Від неї походить назва римської провінції Бетіка[3].
- Гвадалквіві́р (Гвад-ал-квівір) — сучасна назва, що походить від арабського «аль-Ваді аль-Кабір» (араб. الوادي الكبير, al-wādi al-kabīr, «велика рівнина»).